# Edward Lorenz
Edward Norton Lorenz (West Haven, 23 de maio de 1917 — Cambridge, 16 de abril de 2008) foi um meteorologista, matemático e filósofo estadunidense.

## Carreira
Seus trabalhos com os fundamentos matemáticos do sistema de equações da meteorologia nos laboratórios do MIT na década de 1960 foram os primeiros estudos do que na teoria do caos se denominou posteriormente por atrator estranho. Isto é, a partir de estados iniciais ligeiramente diferentes, o sistema de equações diferenciais representando o estado de um fluido em convecção térmica utilizado então como protótipo do estado atmosférico, resultava em soluções completamente diferentes entre si.
Lorenz sabia que um conjunto finito de equações diferenciais parciais poderia ser escrito como um conjunto infinito de equações algébricas. Assim, o conjunto de seis equações diferenciais parciais descrevendo a escoamento convectivo na atmosfera foi reescrito como um conjunto de pouco mais de uma dezena de equações algébricas como aproximação da solução no computador. O resultado foi surpreendente para ele. Além de soluções periódicas (representando as conhecidas soluções das ondas atmosféricas), Lorenz mostrou a existência de soluções na forma de ondas quase periódicas e também na forma de soluções aperiódicas (não ondulatórias e estocásticas).
Inicialmente ele buscou por erros no modelo numérico e sua representação, erros esses que poderiam ser associados à solução computacional de um sistema diferencial, mas logo percebeu que o modelo e a integração numérica estavam formalmente corretas e a estabilidade computacional garantida. Então entendeu que as diferentes soluções tinham origem diretamente na natureza intrínseca do sistema de equações utilizado. Hoje se sabe que o sistema de equações diferenciais da atmosfera pode ser classificado como um sistema de equações diferenciais dinâmicas, que são extremamente sensíveis às variações do estado inicial.
As consequências do trabalho de Lorenz iam em direção ao conhecimento da previsibilidade atmosférica, que ele mostrou não passar de quinze dias. Isto é, a partir de quinze dias as diferentes previsões de tempo inicializadas com estados iniciais praticamente iguais divergiam significativamente. então, devido aos erros instrumentais nas medidas das variáveis atmosféricas e os problemas de definição de um estado inicial global para a previsão, a chamada previsão do tempo determinística mostrava-se possível somente até quinze dias no máximo.
Os modelos desenvolvidos por Edward Lorenz que poderiam auxiliar na previsão dos padrões meteorológicos, se baseavam em doze equações que aplicadas em sequência, de forma a que a solução de uma variável realimenta as forçantes das demais equações. Ou seja, Lorenz tinha em mãos um sistema complexo do ponto de vista cibernético, que admitia retroalimentações.
Estes fatores onde as alterações dinâmicas de resultados alargam as probabilidades de determinadas previsões, podem levar a resultados surpreendentes, ora para o caos extremo, ora para resultados de forma ondulatória (determinados).
As consequências teóricas do trabalho de Lorenz foram compreendidas bem após os anos 1960 com o desenvolvimento da teoria do Caos por Yorke, a partir da teoria dos grupos de Galois.

## Atrator de Lorenz

Uma solução no atrator de Lorenz plotada em alta resolução no plano x-z.

Lorenz construiu um modelo matemático do modo como o ar se move na atmosfera, chegando à conclusão que pequenas variações nos valores iniciais das variáveis do seu modelo levavam a resultados muito divergentes. Esta sensibilidade às circunstâncias iniciais veio depois a ser conhecida como o efeito borboleta. Lorenz publicou as suas conclusões num trabalho seminal intitulado Deterministic Nonperiodic Flow, em que descreveu um sistema relativamente simples de equações que resultam num padrão de complexidade infinita, o Atractor de Lorenz.
Nascido em 1917, Lorenz formou-se em matemática na Universidade de Harvard e na Dartmouth College. Cinco anos depois, em 1943, se graduou em meteorologia no MIT.

Morreu em 16 de abril de 2008, uma vez citou:
"Desde criança, sempre tive interesse pelos números e fascínio pelas mudanças do clima", escreveu na autobiografia que havia começado a redigir.

## Publicações
Lorenz publicou muitos livros e artigos, uma seleção dos quais pode ser encontrada abaixo. Uma lista mais completa pode ser encontrada no site do Lorenz Center: link
- 1955 Available potential energy and the maintenance of the general circulation. Tellus. Vol. 7; 2. Link
- 1963 Deterministic nonperiodic flow. Journal of the Atmospheric Sciences. Vol. 20: 130–141.  Link.
- 1967 The nature and theory of the general circulation of atmosphere. World Meteorological Organization. Vol. 218. Link
- 1969 Three approaches to atmospheric predictability. Bulletin of the American Meteorological Society. Vol. 50; 345–349. Link
- 1972 Predictability:  Does the Flap of a Butterfly's Wings in Brazil Set Off a Tornado in Texas? American Association for the Advancement of Sciences; 139th meeting. Link
- 1976 Nondeterministic theories of climate change. Quaternary Research. Vol. 6. Link
- 1990 Can chaos and intransitivity lead to interannual variability? Tellus. Vol. 42A. Link
- 2005 Designing Chaotic Models. Journal of the Atmospheric Sciences. Vol. 62, No. 5: 1574–1587. Link